# 依井貴裕
依井 貴裕（よりい たかひろ、1964年2月15日 -）は日本の小説家、推理作家、マジシャン。

## 来歴
大阪府生まれ。関西学院大学文学部卒業。
大阪市職員として働いていた1990年、東京創元社の書き下ろし推理小説シリーズ「鮎川哲也と十三の謎」全13冊のうちの1冊を公募する企画「十三番目の椅子」に英池恵夢（はないけ めぐむ）名義で応募し、最終候補作となった『記念樹（メモリアル・トゥリー）』でデビューした（受賞者は今邑彩）。本格ミステリ作家クラブ会員。
ペンネームはエラリー・クイーンをモチーフにして名づけたものである。また、「十三番目の椅子」に応募した際の英池恵夢というペンネームもジョン・ディクスン・カーの作品に登場する名探偵ヘンリー・メリヴェールが由来となっている。
プロ・マジシャンであり、同じく推理作家兼マジシャンだった泡坂妻夫の弟子にあたる。現在はマジシャンとしての活動が主となっており、自身のホームページ以外での執筆活動は休業状態である。

## 作品リスト
- 記念樹（メモリアル・トゥリー） - 創元ミステリ'90、東京創元社、1990年6月、ISBN 978-4488012373
- 歳時記（ダイアリイ） - 黄金の13、東京創元社、1991年9月、ISBN 978-4488012458
- 肖像画（ポートレイト） - 創元クライム・クラブ、東京創元社、1995年4月、ISBN 978-4488012717
- 夜想曲（ノクターン） - 角川書店、1999年8月、ISBN 978-4048731751
  - 角川文庫、2001年8月、ISBN 978-4043592012

短編
- 緑の密室 - 『鮎川哲也と十三の謎'90』（東京創元社、1990年12月）
- 胡桃の日 - 『創元推理』12 1996年春号（東京創元社、1996年4月）
- 夜間飛行 - 『創元推理』16 1997年春号（東京創元社、1997年5月）
- 奇跡 - 『創元推理』17号 ぼくらの愛した二十面相（東京創元社、1997年10月）
  - 『ミステリー傑作選・特別編6 自選ショート・ミステリー2』（日本推理作家協会編、講談社文庫、2001年10月）に収録

その他
- 『競作 五十円玉二十枚の謎』 
  - 創元推理別冊、東京創元社、1993年1月 ISBN 978-4488024048
  - 創元推理文庫、東京創元社、2000年11月 ISBN 978-4488400521
    - 若竹七海による「五十円玉二十枚の謎 問題編」に解答編（小説）を寄せている。